# Whitney Houston: I Wanna Dance with Somebody
Whitney Houston: I Wanna Dance with Somebody (även benämnd som enbart I Wanna Dance with Somebody) är en amerikansk biografifilm/musikaldramafilm från 2022 i regi av Kasi Lemmons, från ett manus skrivet av Anthony McCarten, som är baserad på den amerikanska sångerskan och skådespelerskan Whitney Houstons liv och karriär. Filmen, som hade amerikansk biopremiär den 23 december 2022, är inspelad i Massachusetts och New Jersey under år 2021, och har den brittiska skådespelerskan Naomi Ackie i huvudrollen som Whitney Houston. Andra skådespelare i filmen är bland andra Stanley Tucci, Ashton Sanders, Tamara Tunie, Nafessa Williams och Clarke Peters.
Filmens svenska biopremiär ägde rum den 21 december 2022 (två dagar före den amerikanska premiären), detta med SF Studios/Sony Pictures Releasing som ansvarig utgivare/distributör.

## Rollista
- Naomi Ackie – Whitney Houston
- Stanley Tucci – Clive Davis
- Ashton Sanders – Bobby Brown
- Tamara Tunie – Cissy Houston
- Nafessa Williams – Robyn Crawford
- Clarke Peters – John Houston
- Dave Heard – Rickey Minor
- Bria Danielle Singleton – Bobbi Kristina Brown
- Jaison Hunter – Jermaine Jackson